# Gange
Gangele este un fluviu al subcontinentului indian, care curge de-a lungul câmpiei cu același nume din nordul Indiei, ajungând până în Bangladesh.

## Date generale
Este al doilea cel mai mare fluviu de pe subcontinentul indian în ceea ce privește debitul. Fluviul, lung de 2.525 km, izvorăște din ghețarul Gangotri, din provincia indiană Uttaranchal, din centrul munților Himalaya, și se varsă în golful Bengalului, prin vasta deltă din Sunderban. Este considerat sacru de către hinduși și venerat sub forma personificată a zeiței Ganga. Fluviul a fost, de asemenea, important din punctul de vedere istoric: multe din fostele capitale provinciale sau imperiale (cum ar fi Patliputra, Kannauj, Kara, Allahabad, Murshidabad, Baharampur și Calcutta) s-au situat pe malurile sale.
Gangele și afluenții săi formează un bazin hidrografic mare și fertil, cu o suprafață de aproximativ un milion de kilometri pătrați, care întreține una din cele mai mari densități umane din lume. Adâncimea medie a fluviului este de 16 m, iar adâncimea maximă, 30 m. Mai multe sensuri simbolice ale râurilor de pe subcontinentul indian au fost prezentate în 1946 de Jawaharlal Nehru în Descoperirea Indiei:
Gangele, înainte de toate este râul Indiei, cel care a fermecat inima Indiei și a ademenit nenumărate milioane de oameni către malurile sale, de la începutul istoriei. Povestea Gangelui, de la izvor până în mare, din timpurile vechi până în cele noi, este povestea ciilizației și a culturii indiene, a ridicării și a declinului imperiilor, a orașelor magnifice și mândre, a aventurilor omului...

## Cursul

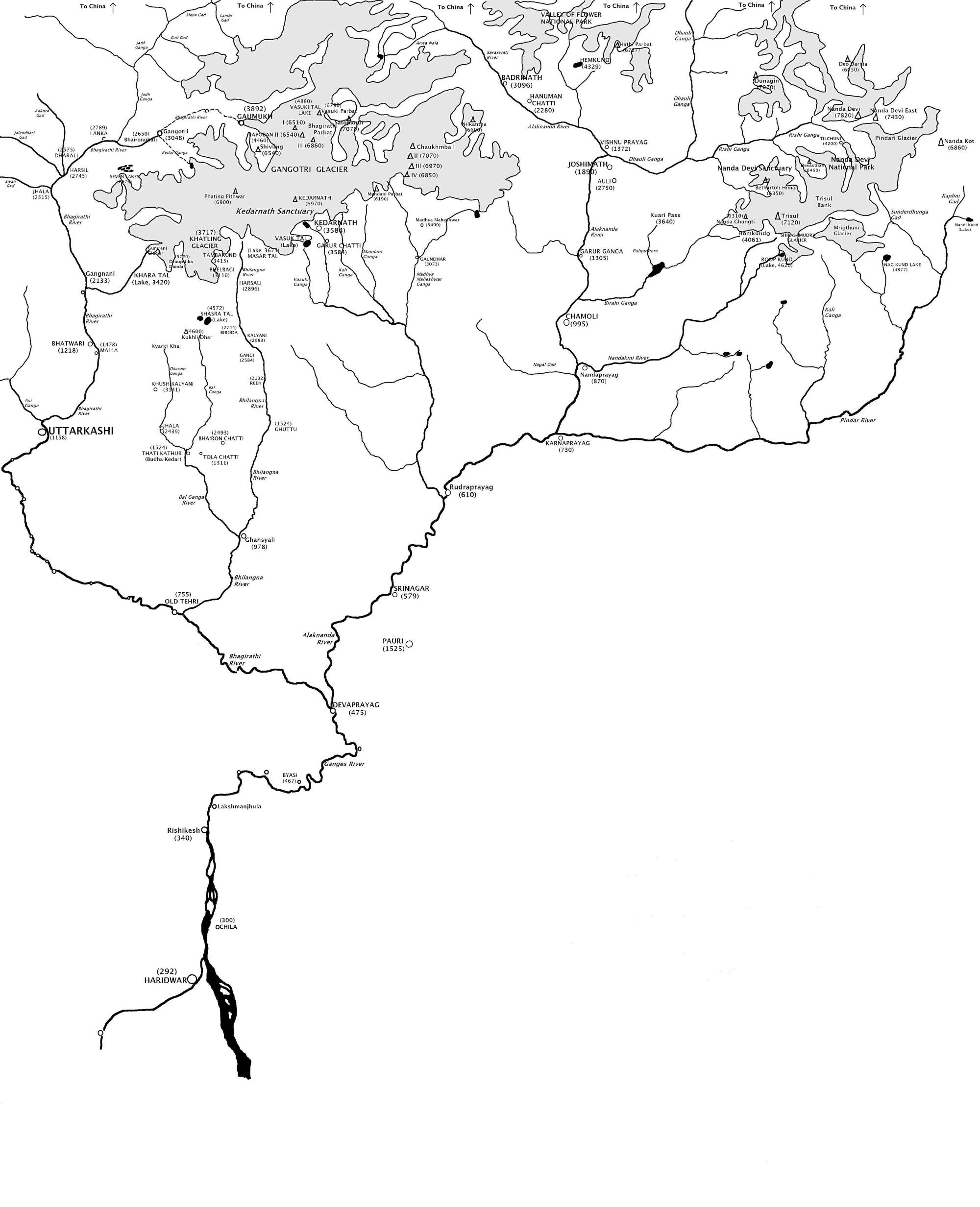
Izvoarele din Himalaya ale fluviului Gange, în statul Uttarakhand din India.

Râul Alaknanda întâlnește râul Dhauliganga la Vishnuprayag, râul Nandakini la Nandprayag, râul Pindar la Karnaprayag, râul Mandakini la Rudraprayag și, în final râul Bhagirathi la Devprayag, pentru a forma tulpina principală a fluviului Gange. Bhagirathi este considerat a fi izvorul Gangelui în cultura și mitologia hindusă. Acesta se ridică la poalele ghețarului Gangotri, la Gaumukh, la o altitudine de 3892 m. 
Izvoarele Alaknanda sunt formate prin topirea zăpezii de pe vârfurile munților, cum ar fi Nanda Devi, Trisul și Kamet.
După ce curge 200 km, prin intermediul unei văi înguste prin Himalaya, Gange iese în Câmpia Gangetică în orașul de pelerinaj Haridwar. Acolo, un baraj abate o parte din apele sale în Canalul Gange, care irigă regiunea Doab în Uttar Pradesh. Gange, al cărui curs a fost pe direcția sud-vest până în acest punct, acum începe să curgă pe direcția sud-est, prin câmpiile din nordul Indiei.
El urmează un curs de 800 km care trece prin orașul Kanpur înainte de a se vărsa în el  Yamuna la Sangam în Allahabad (un loc sfânt în hinduism). Pentru că mulți afluenți i se alătură, cum ar fi Kosi, Son, Ghaghra și Gandaki, Gangele formează un curent formidabil între Allahabad și Malda în Bengalul de Vest. Cursul său trece, în continuare, prin orașele Kanpur, Soron, Kannauj, Allahabad, Varanasi, Patna, Ghazipur, Bhagalpur, Mirzapur, Ballia, Buxar, Saidpur și Chunar. La Bhagalpur, fluviul cotește pe lângă dealurile Rajmahal, și începe să curgă spre sud. La Pakur, fluviul se ramifică și se depărtează de afluentul său râul Bhāgirathi-Hooghly, care curge mai departe pentru a forma râul Hooghly. În apropiere de granița cu Bangladesh, Barajul Farakka, construit în 1974, controlează apele Gangelui, deviind o parte din apă într-un canal care are rolul de a curăța fluviul de nămol.
După intrarea în Bangladesh, ramura principală a Gangelui este cunoscută sub numele de râul Padma până când se unește cu râul Jamuna, cel mai mare afluent al fluviului Brahmaputra. În aval, Gangele este alimentat de râul Meghna, al doilea mare afluent al Brahmaputra, și ia numele  de Meghna când acesta intră în Estuarul Meghna. În cele din urmă se varsă în Golful Bengal, nu înainte de a forma o deltă împreună cu Brahmaputra, această deltă este cea mai mare deltă din lume. Această deltă are forma unui triunghi și acoperă mai mult de 105,000 km². Aproximativ două treimi din deltă se află în Bangladesh. Cea mai mare parte a deltei este compusă din soluri aluviale, soluri cu laterit roșu și roșu-galben. Solul are cantități mari de minerale și nutrienți, care sunt bune pentru agricultură. Doar două fluvii, Amazon și Congo, au debite la vărsare mai mari decât debitul combinat al fluviului Gange, Brahmaputra și sistemul de râuri Surma-Meghna.

## Baraje

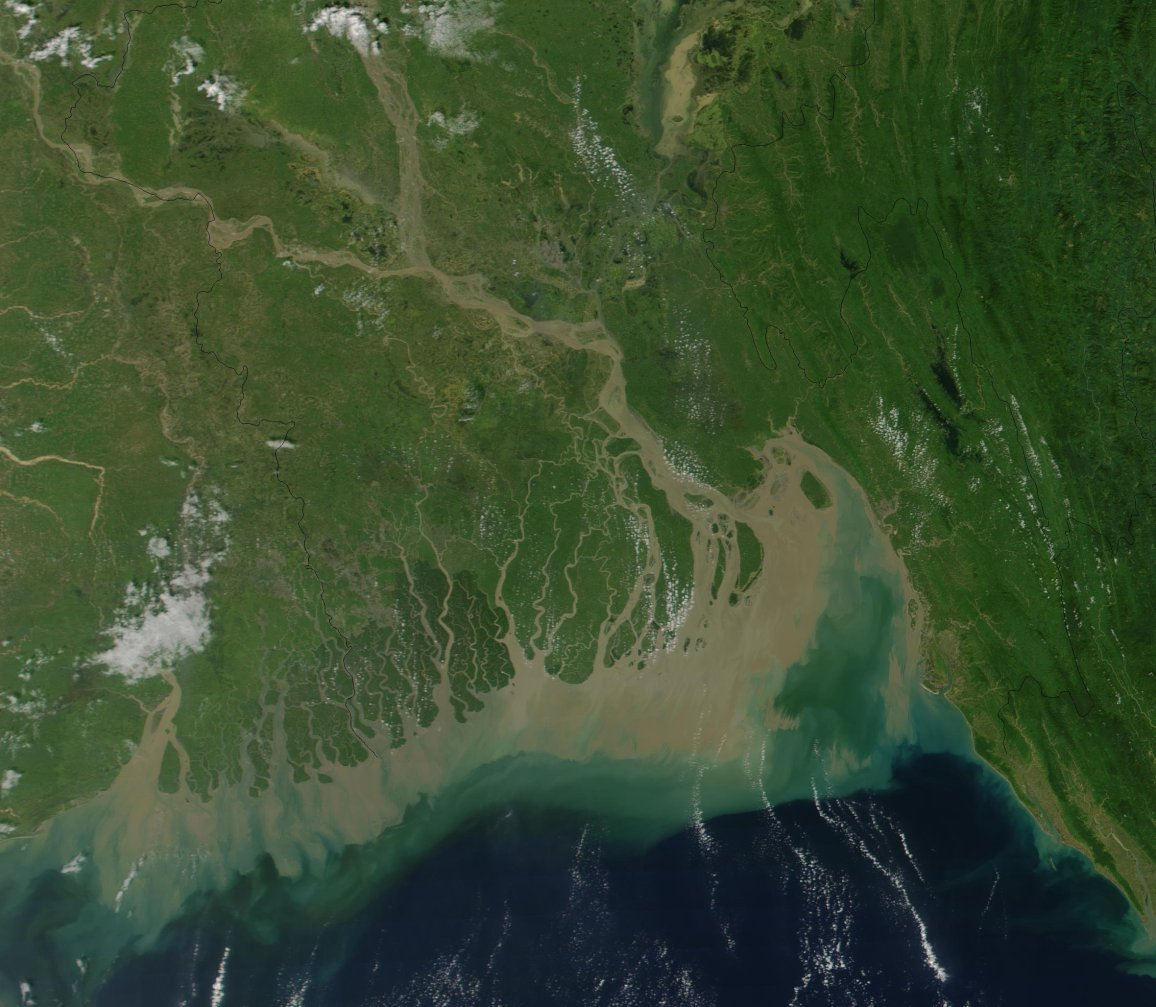
Delta formată de Gange

Există două mari baraje pe Gange. Unul la Haridwar care deviază o mare parte din zăpada topită de pe Himalaya într-un canal, acesta a fost construit de britanici în 1854 pentru a iriga terenul înconjurător. Aceasta a cauzat deteriorarea severă a debitului de apă din Gange, și este o cauză majoră pentru decăderea căilor navigabile interioare de pe Gange.
Barajul celălalt este un baraj hidroelectric și este construit la Farakka, aproape de punctul în care fluxul principal al fluviului intră în Bangladesh, și afluentul său Hooghly (de asemenea cunoscut ca Bhagirathi) continuă să curgă spre Bengalul de Vest trecând prin Calcutta. Acest baraj, care alimentează ramura Hooghly a fluviului printr-un canal de 41,84 km lungime, a fost o sursă de litigiu cu Bangladesh, care din fericire a fost rezolvată pe baza discuțiilor purtate cu noul guvern Hasina în Bangladesh în 1996, când I.K. Gujral a fost ministrul de externe în India. Imposibilitatea de a rezolva acest lucru a cauzat prejudicii de ambele părți ale frontierei pentru aproape două decenii. Bangladesh este de părere că lipsa de debitului în lunile de vară cauzează sedimentare și astfel Bangladesh este mai predispus la daune cauzate de inundații. În același timp, propunerile pentru conectarea Brahmaputra la Gange pentru a îmbunătăți debitul de apă din Gange sunt controversate. De asemenea, problema de gospodărire a apelor poate implica de fapt, un număr de alte țări riverane, cum ar fi Nepal, unde au existat defrișări extraordinare. Aceste defrișări au avut ca consecință un conținut mai mare de nămol.
Este probabil ca Gange să fi avut un debit mai mare de apă în timpul Imperiului Roman, când Patna a fost orașul-port major al Pataliputra.
Damodar, cunoscut popular ca "Sorrow din Bengal", din cauza inundațiilor sale frecvente, are un mare baraj hidroelectric numit Damodar Valley Project. Există, de asemenea, un baraj controversat la Tehri, pe Bhagirathi, unul din afluenții principali ai fluviului Gange. Există o propunere de construire, a unui alt baraj, pe cursul superior al unui afluent al fluviului Gange, Mahakali. Acest proiect indo-nepalez, Barajul Pancheswar, va fi cel mai înalt baraj din lume și va fi construit în colaborare cu SUA.

## Istoria
La începutul perioadei Vedice, Indus și râul Sarasvati au fost fluviile majore ale subcontinentului Indian, nu Gange. Dar, mai târziu, trei conducători din perioada Vedică par să acorde o importanță mult mai mare pentru Gange, așa cum se arată prin numeroasele trimiteri (referințe).
Este posibil ca primul european care a menționat Gange să fi fost etnograful grec Megasthenes (cca. 350-290 î.Hr.). El a făcut acest lucru de mai multe ori în lucrarea sa "Indica": "India, din nou, are multe râuri mari și navigabile, care au izvoarele lor în munți de-a lungul frontierei de nord, ele traversează țara, și câteva dintre acestea, după unirea lor, se încadrează în fluviul numit Gange. Acum, acest fluviu, care, la sursă este de 30 de stadioane lărgime, curge de la nord la sud, și își golește apele sale în ocean formând limita estică a Gangaridai, o națiune care posedă o forță mare de elefanți mari și mijlocii." (Diodorus II.37)
Ea simbolizează cele patru mari fluvii ale lumii (Gange, Nil, Dunărea și Río de la Plata), reprezentând cele patru continente; Americile erau considerate ca una singură, Australia și Antarctida erau necunoscute.

## Economia
Bazinul fluviului Gange cu solul său fertil este esențial pentru economiile agricole din India și Bangladesh. Gangele și afluenții săi oferă o sursă perenă de irigare pentru o suprafață mare. Cele mai importante culturi din zonă includ orez, trestie de zahăr, linte, semințe de ulei, cartofi și grâu. Pe malurile râului, prezența de mlaștini și lacuri, oferă o zonă bogată în creșterea unor culturi, cum ar fi legumele, ardeiul iute, muștarul, susanul, trestia de zahăr și iută. Există, de asemenea, multe oportunități de pescuit de-a lungul fluviului, deși rămâne foarte poluat. Kanpur, cel mai mare oraș din lume producător de piele este situat pe malurile acestui fluviu.
Turismul este o altă activitate conexă. Patru orașe sfinte din hinduism –Haridwar, Allahabad, Kanpur și Varanasi– atrag mii de pelerini în apele sale. Mii de pelerini hinduși a ajung la aceste orașe pentru a face o baie în Gange, se crede că acesta îi curăță de păcate și contribuie la realizarea mântuirii. Pragurile de pe Gange, de asemenea, sunt populare pentru rafting, atrăgând sute de împătimiți ai acestui sport în lunile de vară.

## Oameni
Anumite insule temporare s-au format prin depunerea de sedimente erodate de pe malurile fluviului în statul Bengalul de Vest. Fiecare dintre acestea oferă teren pentru locuință pentru aproximativ 20.000 de oameni nevoiași. Solul din care sunt făcute este foarte fertil, astfel insulele sunt potrivite pentru culturi și pășuni folosite la hrănirea vitelor, dar ele pot dispărea în câteva ore, în urma oricărui val al apei fluviului, în special în timpul sezonului musonic. Oamenii care trăiesc pe aceste insule sunt refugiați din Bangladesh sau bengalezi, prin urmare, Guvernul din Bengalul de Vest nu recunoaște existența lor de facto, nici nu emite cărți de identitate de care locuitorii ar avea nevoie la 14 ani să emigreze și să găsească locuri de muncă pe continent. Salubritatea pe insule este foarte slabă și locuitorii nu beneficiază de îngrijirea sănătății și de școlarizare, așa analfabetismul este larg răspândit. Cu toate acestea, locuitorii plătesc impozit.

## Poluare și ecologie
Fluviul Gange este considerat unul dintre cele mai murdare fluvii din lume. Poluarea extremă a Gangelui afectează 400 milioane de oameni care locuiesc în apropierea lui. Apele fluviului încep să fi poluate chiar de la izvoare. Exploatarea comercială a fluviului a crescut proporțional cu creșterea populației. Gangotri și Uttarkashi sunt exemple. Gangotri a avut doar câteva cabane până în anii 1970 și populația din Uttrakashi a crescut în ultimii ani.
Curgând prin zonele foarte populate, Gange colectează cantități mari de poluanți umani, cum ar fi Schistosoma mansoni (un parazit) și coliformi fecali. Folosirea apei pentru băut și scăldat prezintă un risc ridicat de infectare. Deși au existat propuneri pentru remedierea aceastei situații, nu s-a înregistrat un progres semnificativ. În decembrie 2009, Banca Mondială a convenit să împrumute Indiei 1 miliard de dolari în următorii cinci ani pentru a curăța fluviul Gange.
În orașul sfânt Varanasi, apele râului Gange, care măsoară 6.4 km lățime la terasele pentru scăldat, sunt o "supă maro de excremente și efluenți industriali".  Apa de aici conține 60.000 bacterii bacterii coliforme fecale la 100 ml, de 120 de ori peste limita oficială de 500 coliformi fecali/100 ml. La această concentrație, scăldatul în apa râului este riscant.

### Orașe cu cea mai poluată apă a Gangelui
- Kanpur
- Patna
- Varanasi
- Allahabad

### Orașe cu apă mai puțin poluată a Gangelui
- Mirazapur

### Delfinul de râu al Gangelui
În trecut exista un număr mare de delfini de râu al Gangelui (Platanista gangetica) în fluviile Gange și Brahmaputra, în apropiere de centrele urbane. Acesta este acum serios amenințat de poluare și de barajele care s-au construit pe aceste fluvii. Un studiu recent făcut de către World Wildlife Fund a găsit numai 3.000 de delfini în bazinul hidrografic al ambelor sisteme.

### Efectele schimbărilor climatice
Podișul Tibet este a treia regiune a Pământului în ceea ce privește cantitatea de gheață. Qin Dahe, fostul șef al Administrației de Meteorologie din China, a declarat că ritmul rapid de topire al gheții și temperaturile mai calde vor fi bune pentru agricultură și turism, pe termen scurt, dar a emis un avertisment puternic:
" Temperaturile cresc de patru ori mai rapid în China decât în altă parte, și ghețarii tibetani se retrag cu o viteză mai mare decât în orice altă parte a lumii .... Pe termen scurt, acest lucru va cauza extinderea lacurilor, inundații și torente de noroi .... Pe termen lung, ghețarii sunt frânghii vitale pentru râurile din Asia, inclusiv Indus și Gange. Odată ce aceștia dispar, furnizarea apei în aceste regiuni va fi în pericol."
În 2007, Grupul interguvernamental de experți privind schimbările climatice (IPCC), în al patrulea raport, a declarat că ghețarii din Himalaya care alimentează Gangele, riscă să se topească până în 2035.  IPCC și-a retras acum predicția, ca și sursa originală care a admis că au fost speculații.

### Rezervele de apă
Alături de poluarea tot mai mare, penuria de apă devine considerabil mai gravă. Unele secțiuni ale fluviului sunt deja complet uscate. În jurul Varanasi fluviul a avut o dată o adâncime medie de 60 de metri, dar în unele locuri adâncimea este acum de doar 10 metri.
" Pentru a face față penuriei de apă, India are pompe electrice subterane, petrolierele cu motor diesel și termocentrale hrănite de puterea cărbunelui. În cazul în care țara se bazează pe aceste mari consumatoare de energie pe termen scurt, clima întreagă a planetei va suporta consecințele. India se află sub presiuni enorme pentru a dezvolta potențialul său economic în același timp cu protecția mediului - ceva ce puține țări au realizat. Ce va face India cu apa sa va fi un test."

## Galerie de imagini

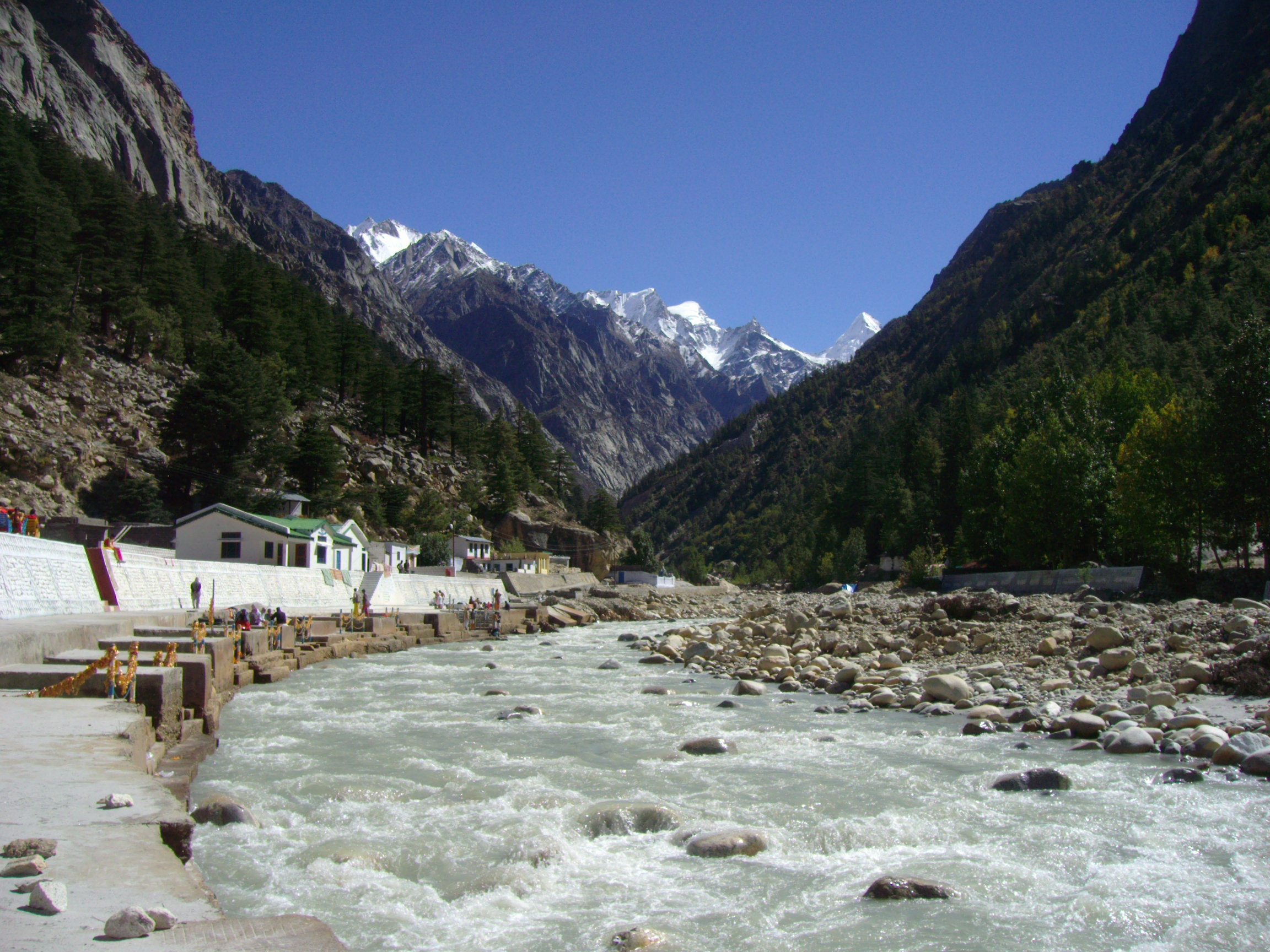
Râul Bhagirathi, în Gangotri, Uttarakhand, India.
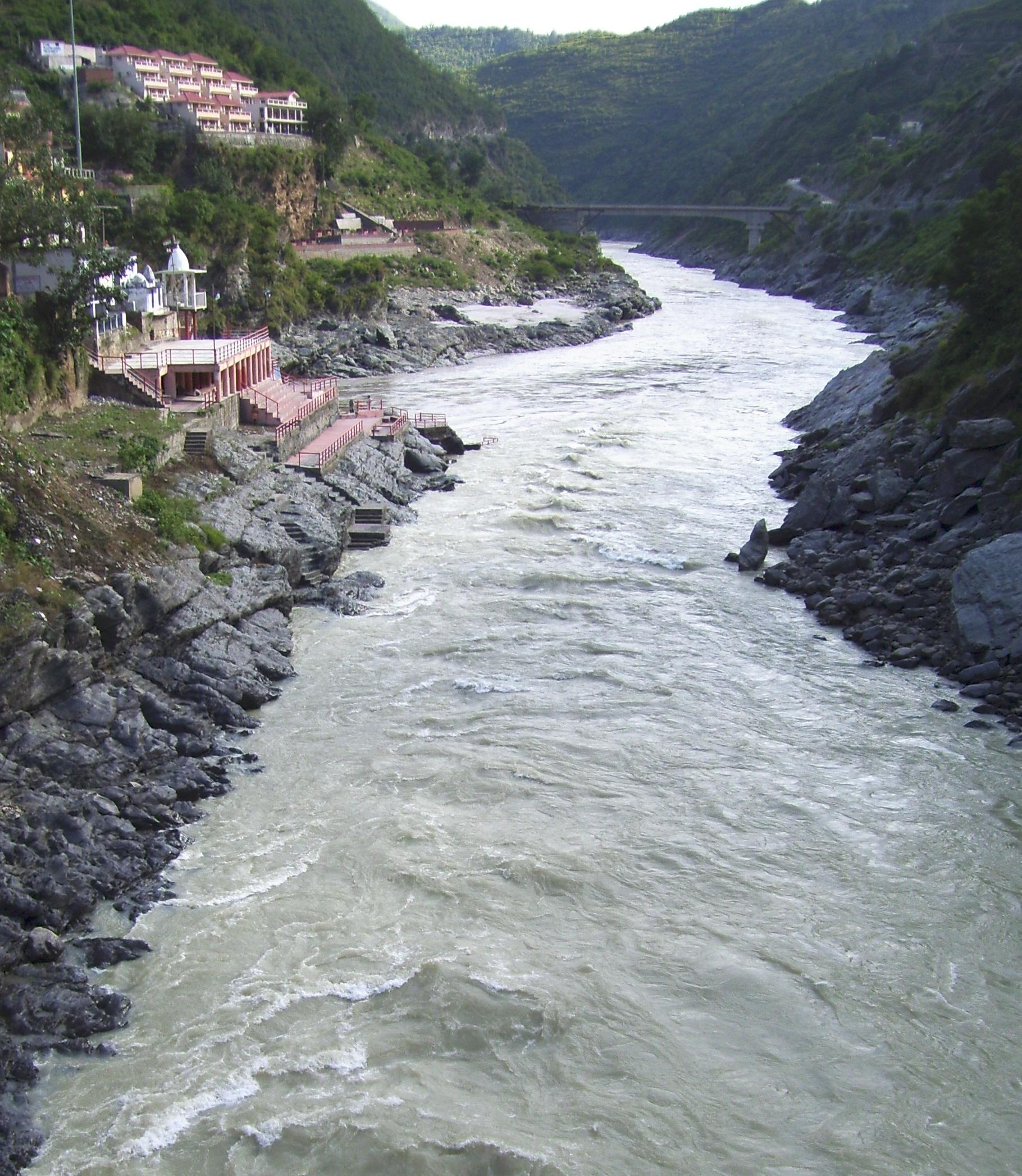
Râul Bhagirathi
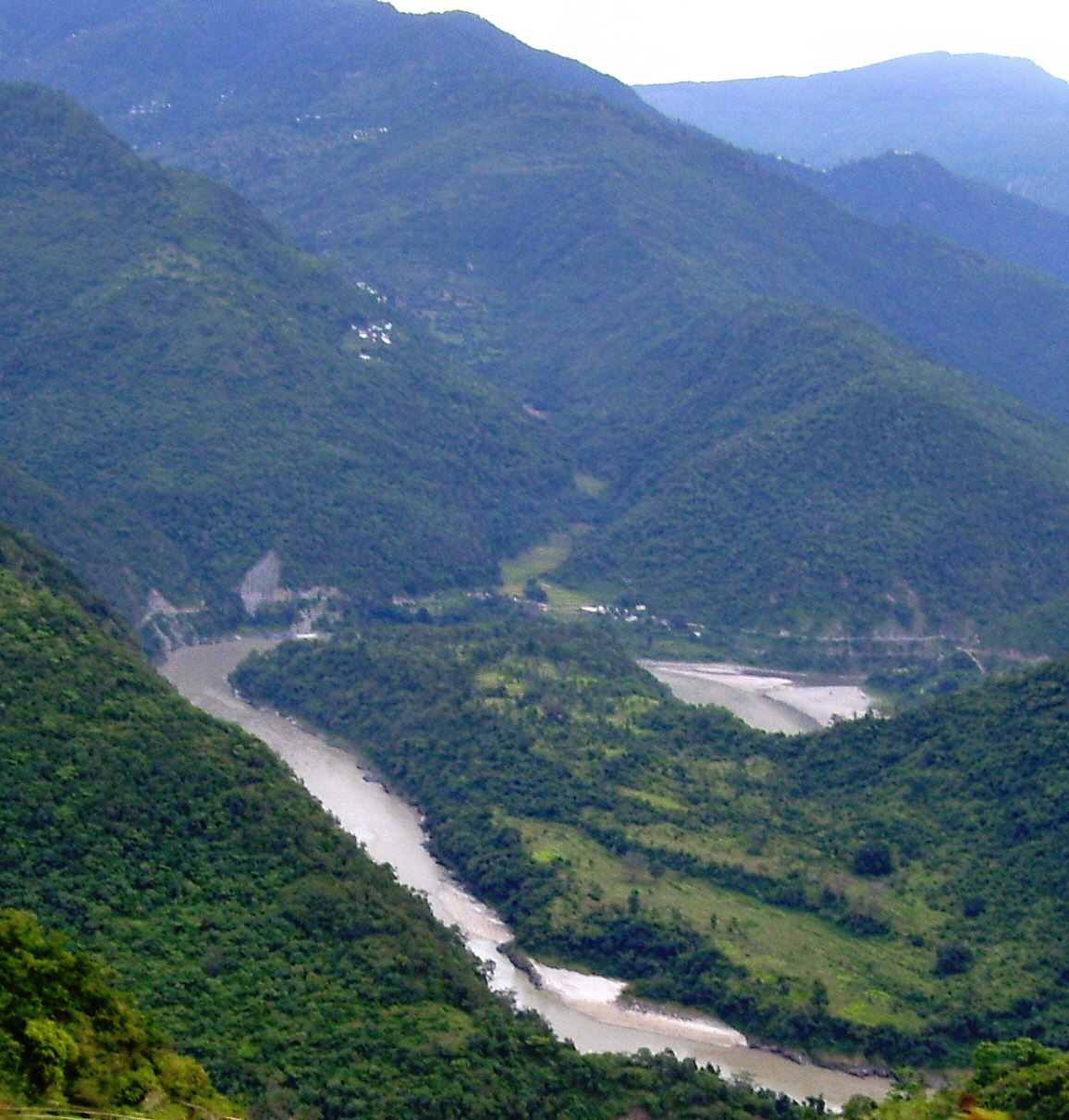
Dealurile Garhwal, Uttarakhand.
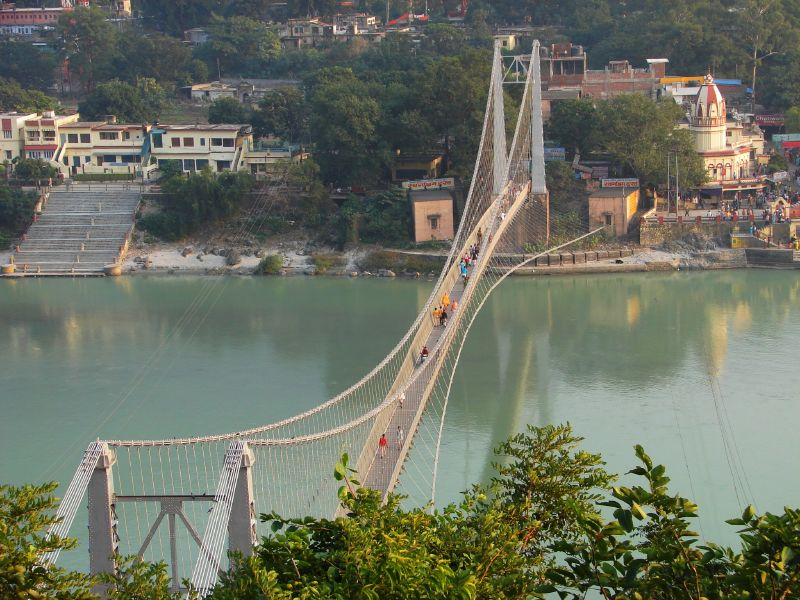
Podul Ramjhula peste Gange în Rishikesh.
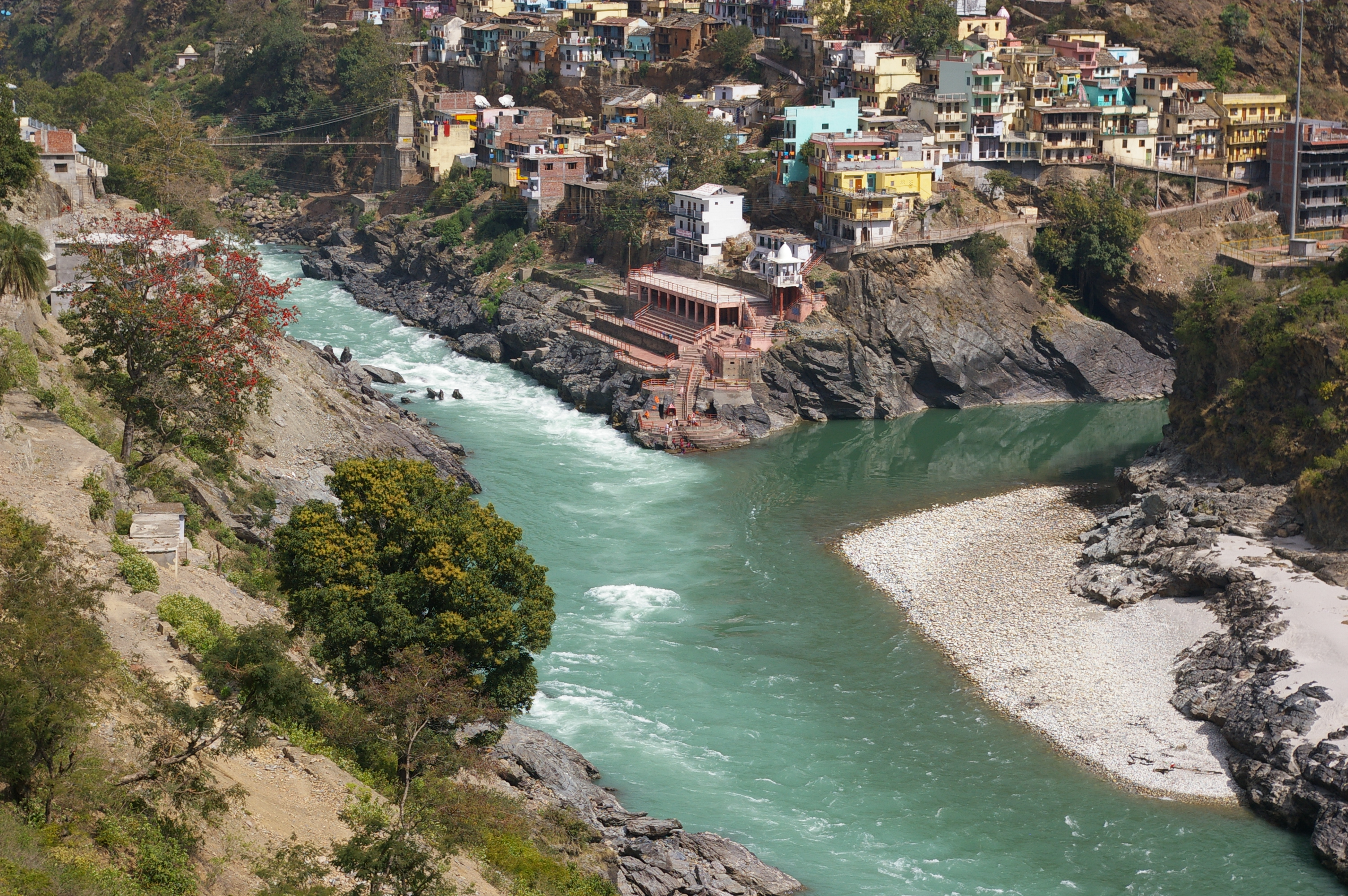
Devprayag
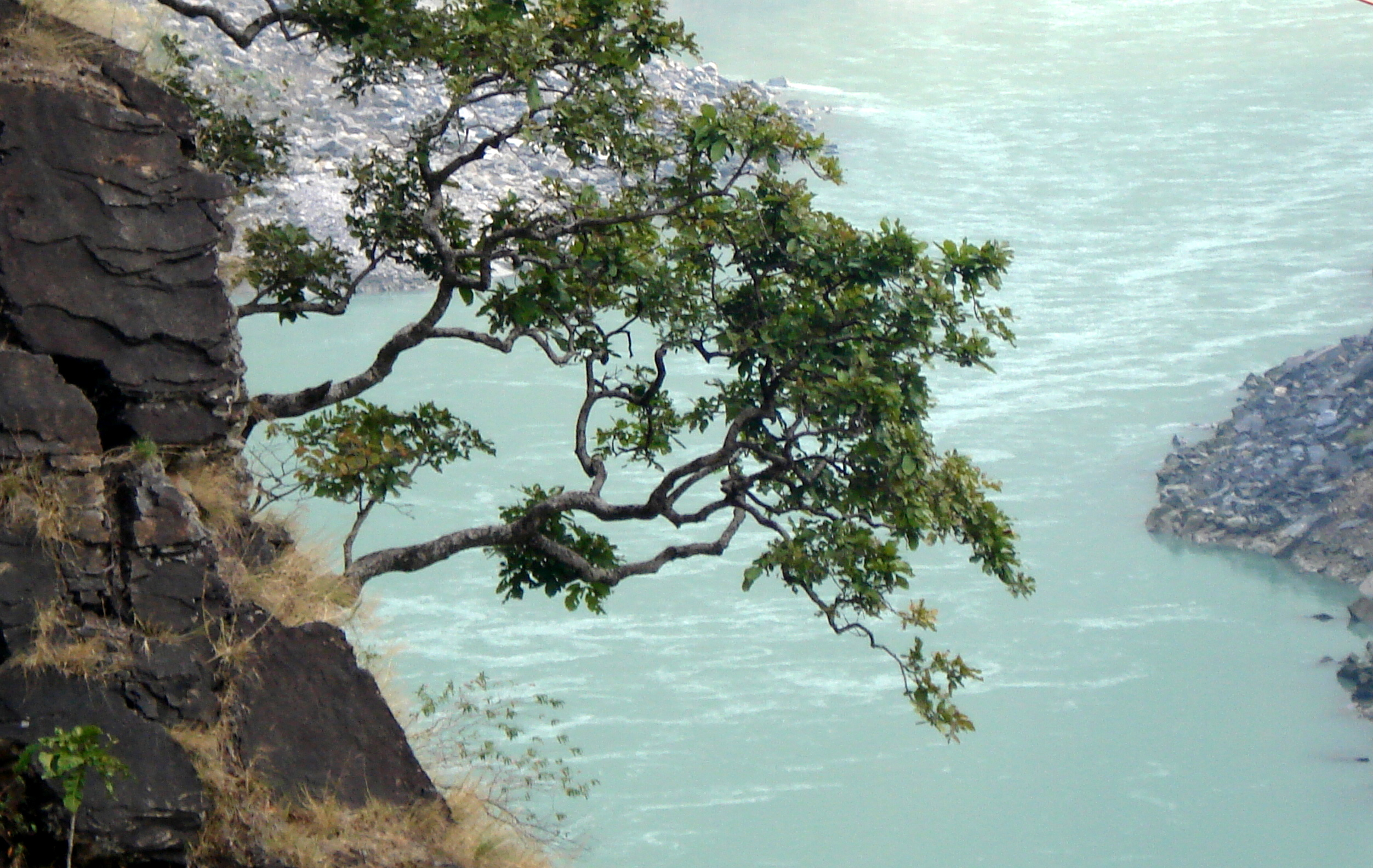
Copaci care atârnă peste Gange
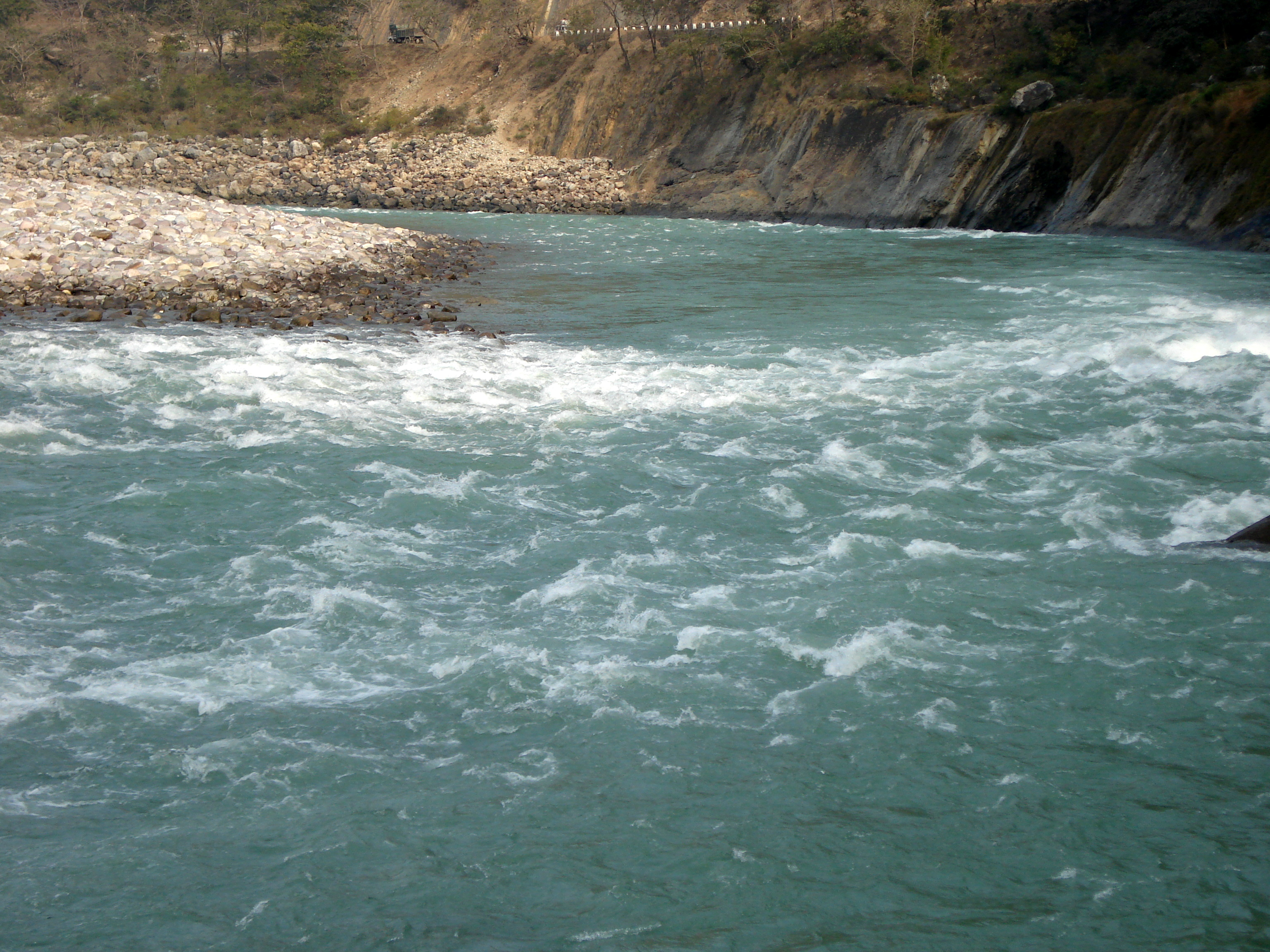
Formaţiune de roci la Kodiyala
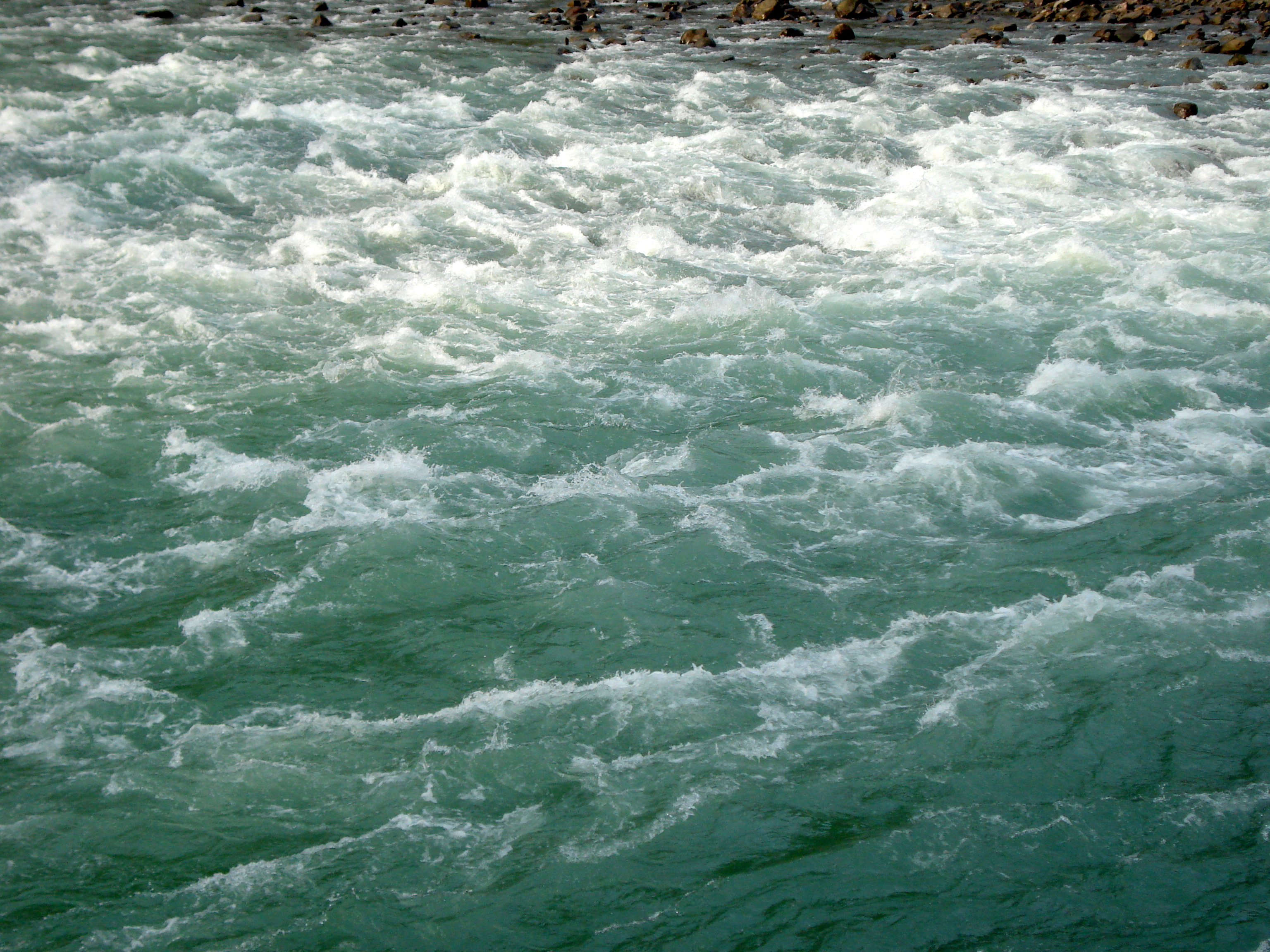
Ganges lângă Kodiyala
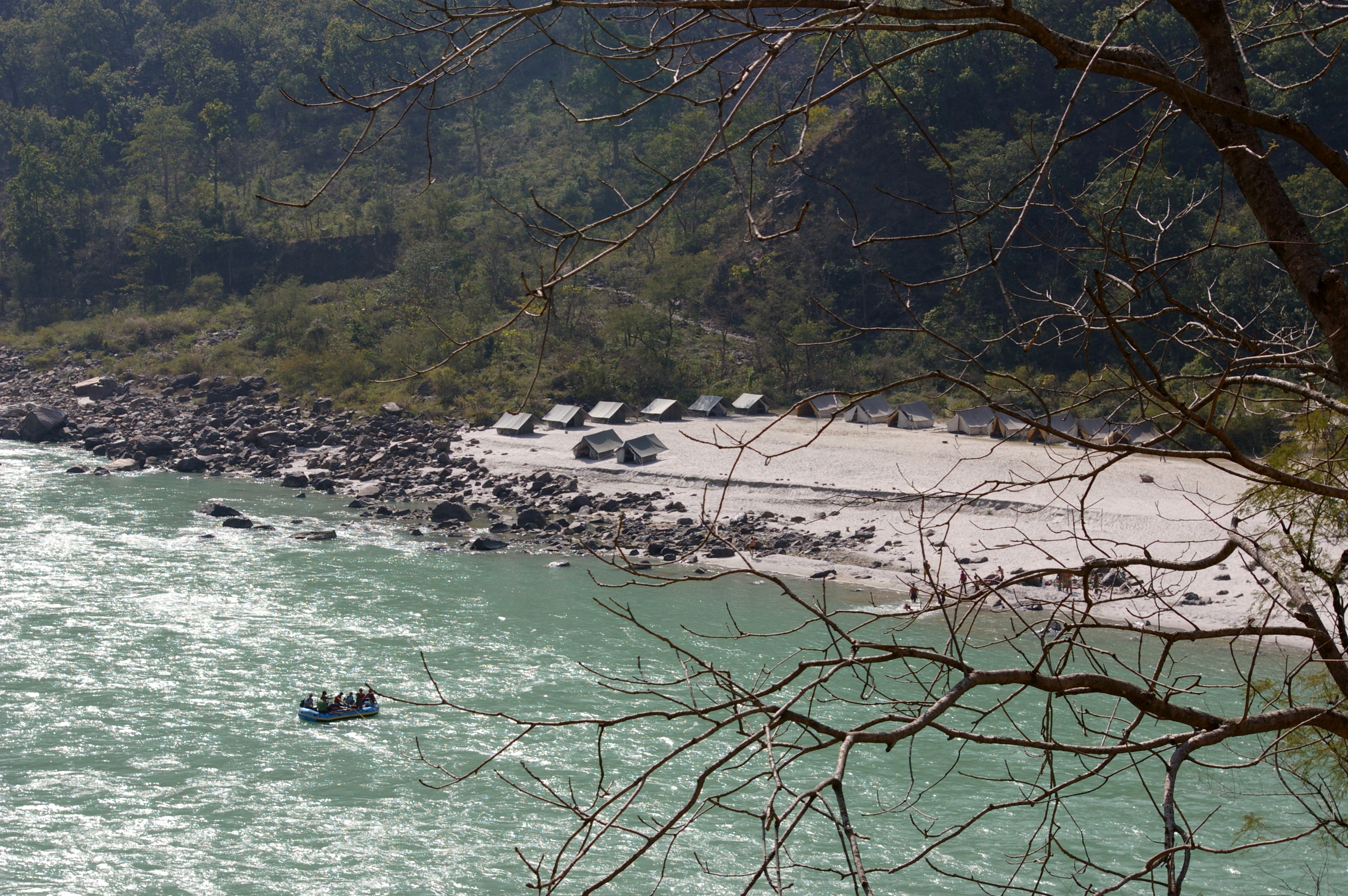
Campare pentru rafting lângă Rishikesh
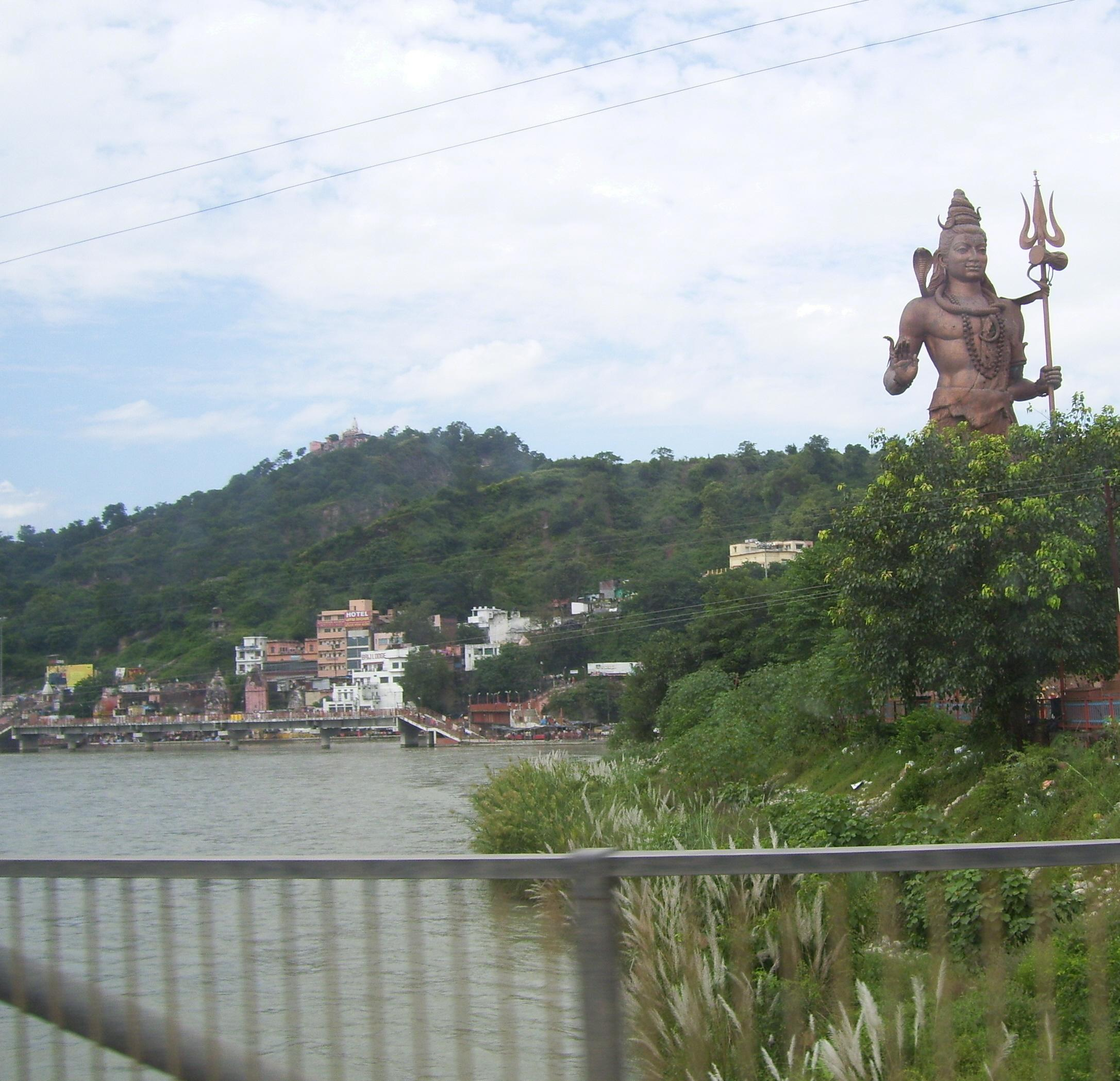
Gange în Haridwar, Uttarakhand
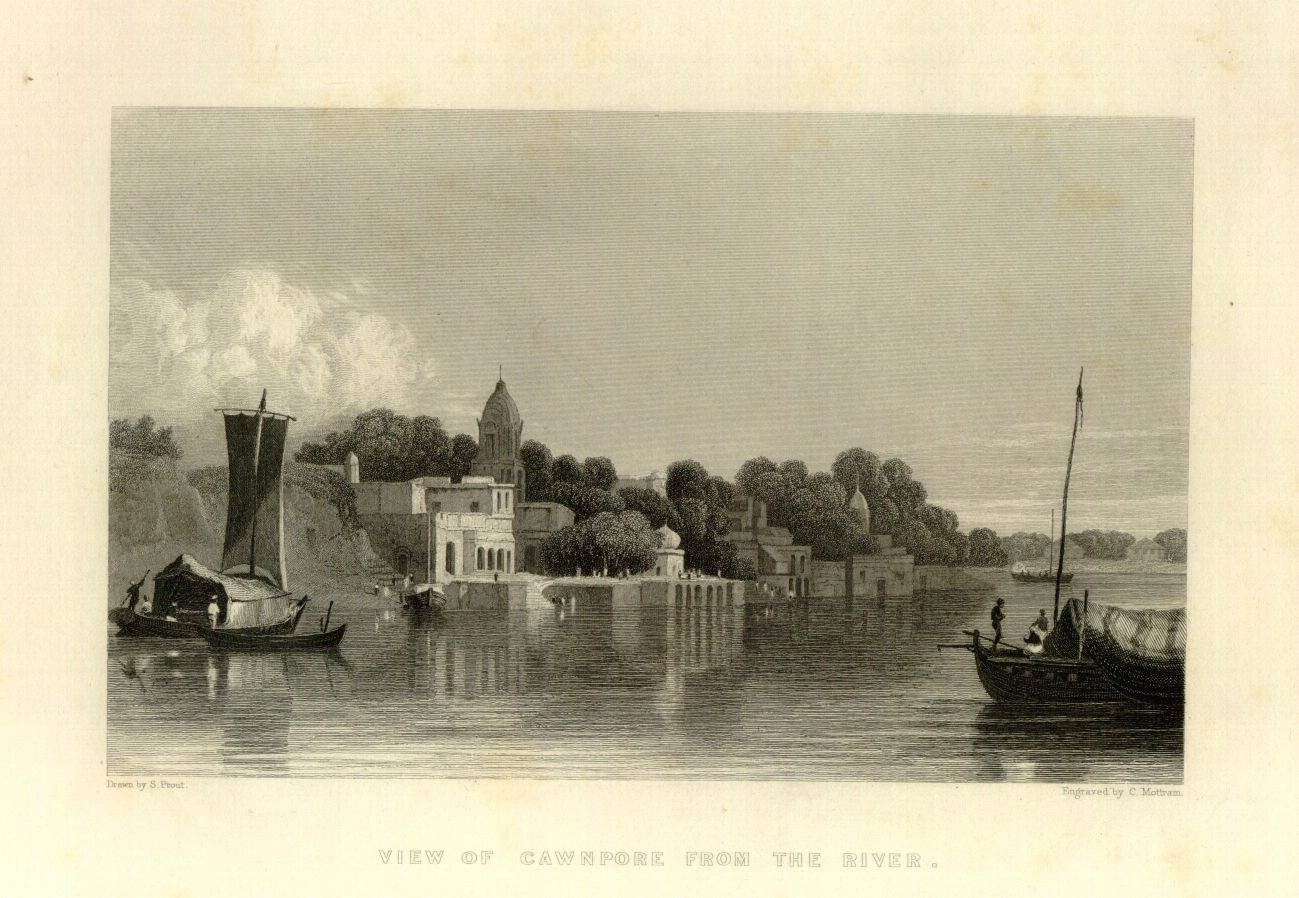
Cawnpore în 1810 (azi Kanpur)
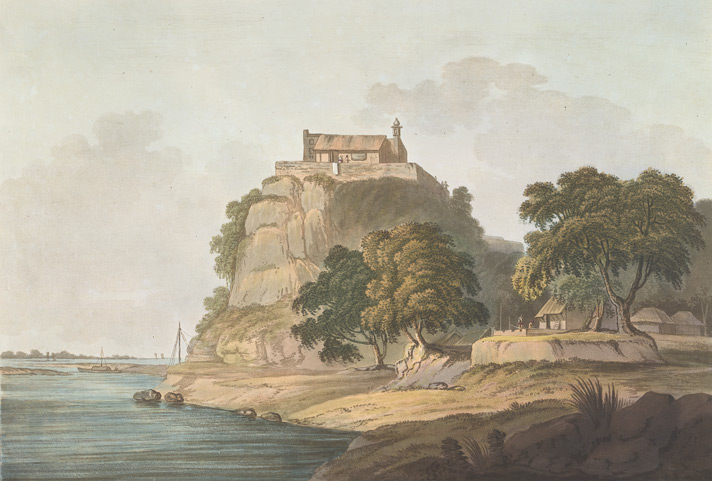
Dalmau în 1804, lângă Raebareli, în Uttar Pradesh.
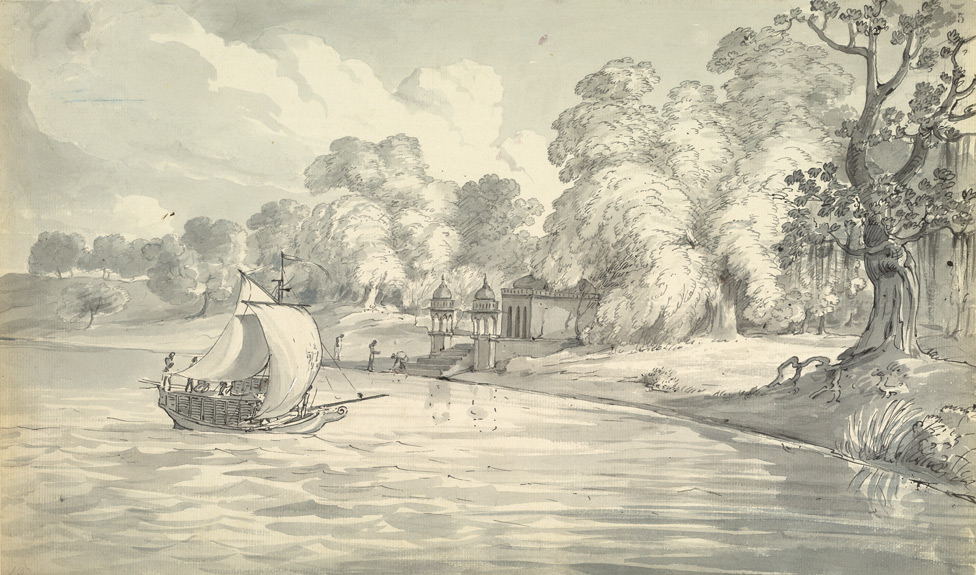
Kara în 1803
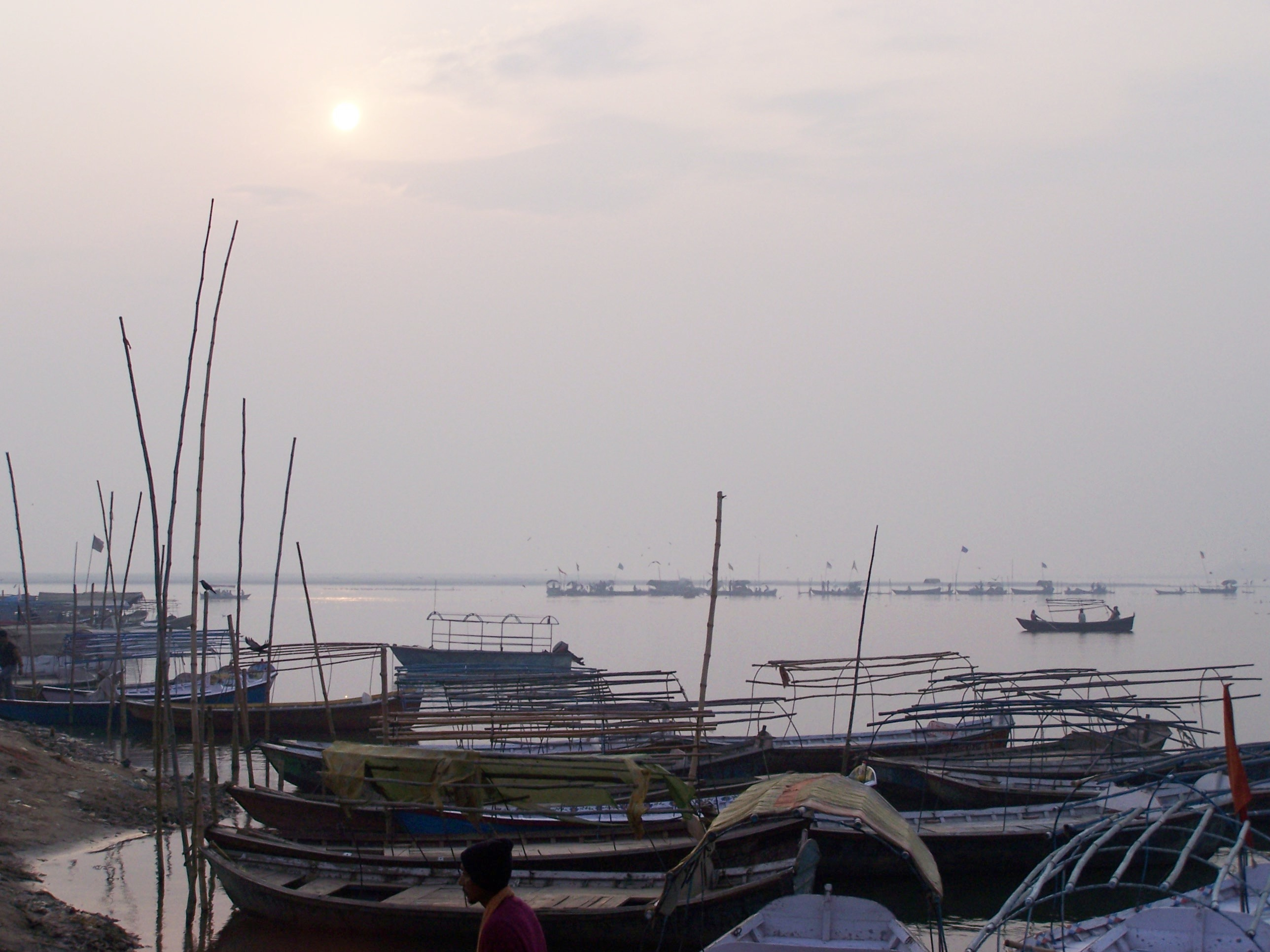
Allahabad, Uttar Pradesh.
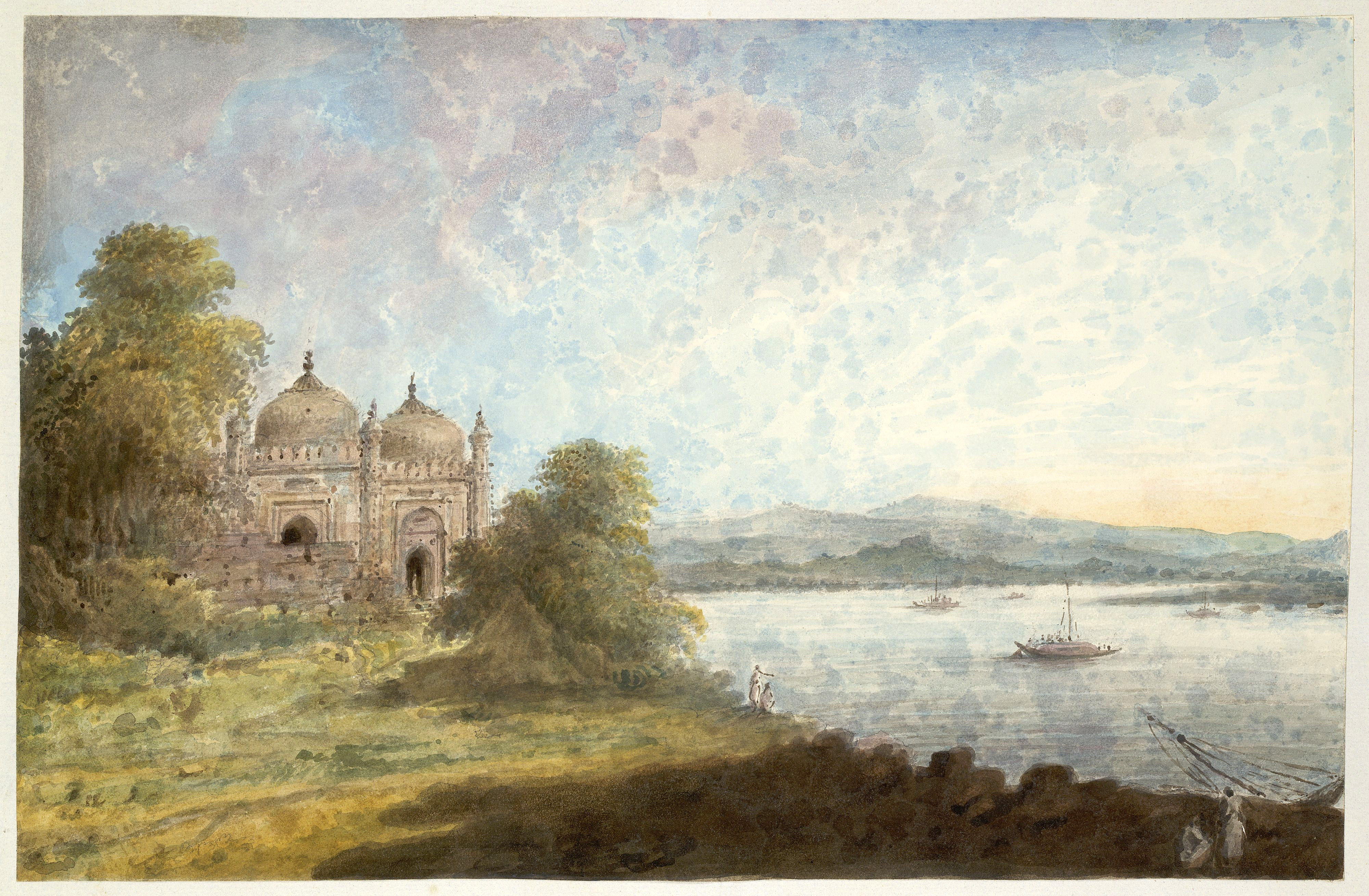
Rajmahal în 1804 (azi statul Jharkhand)
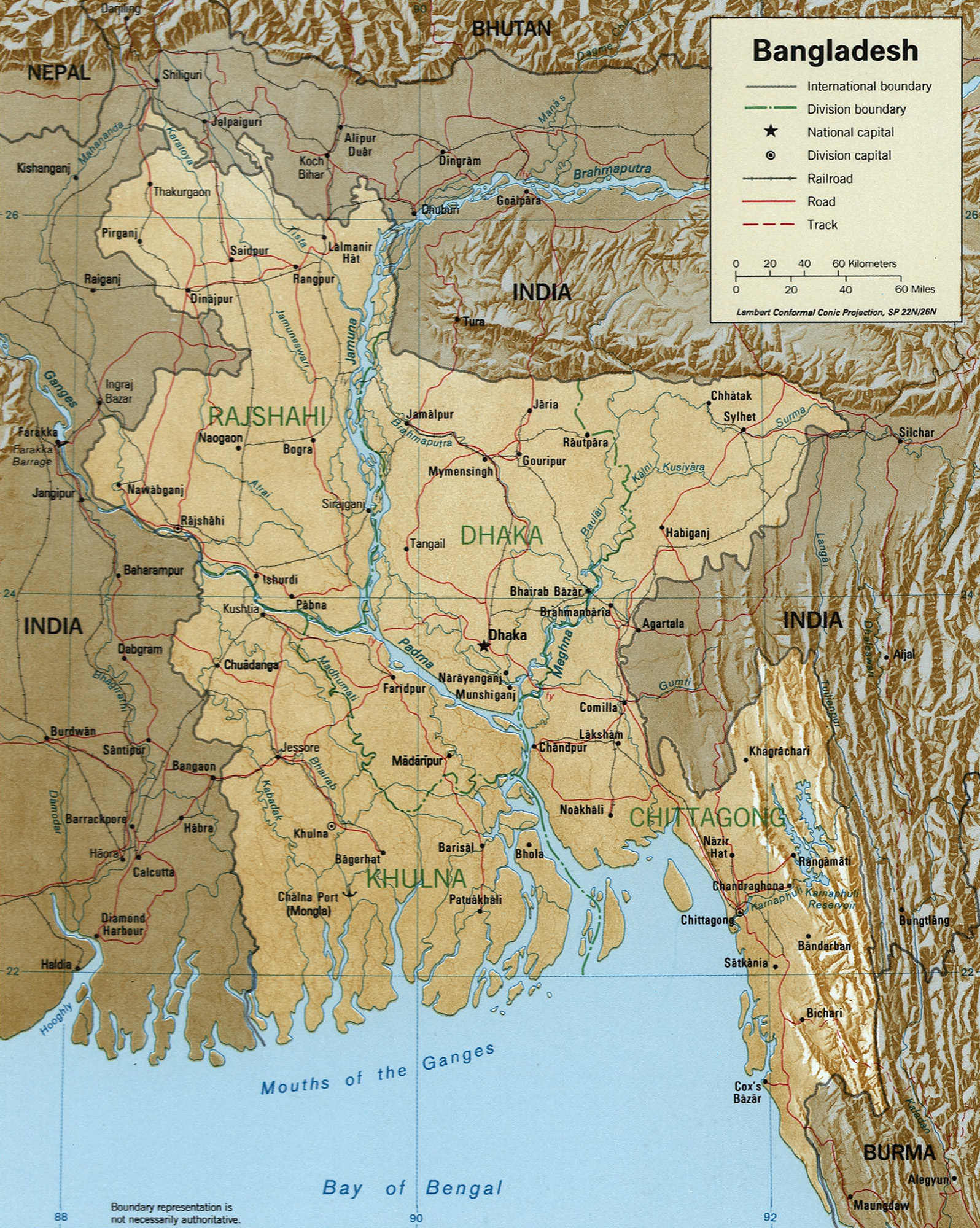
Cursul final al fluviului Gange; la Barajul Farakka.
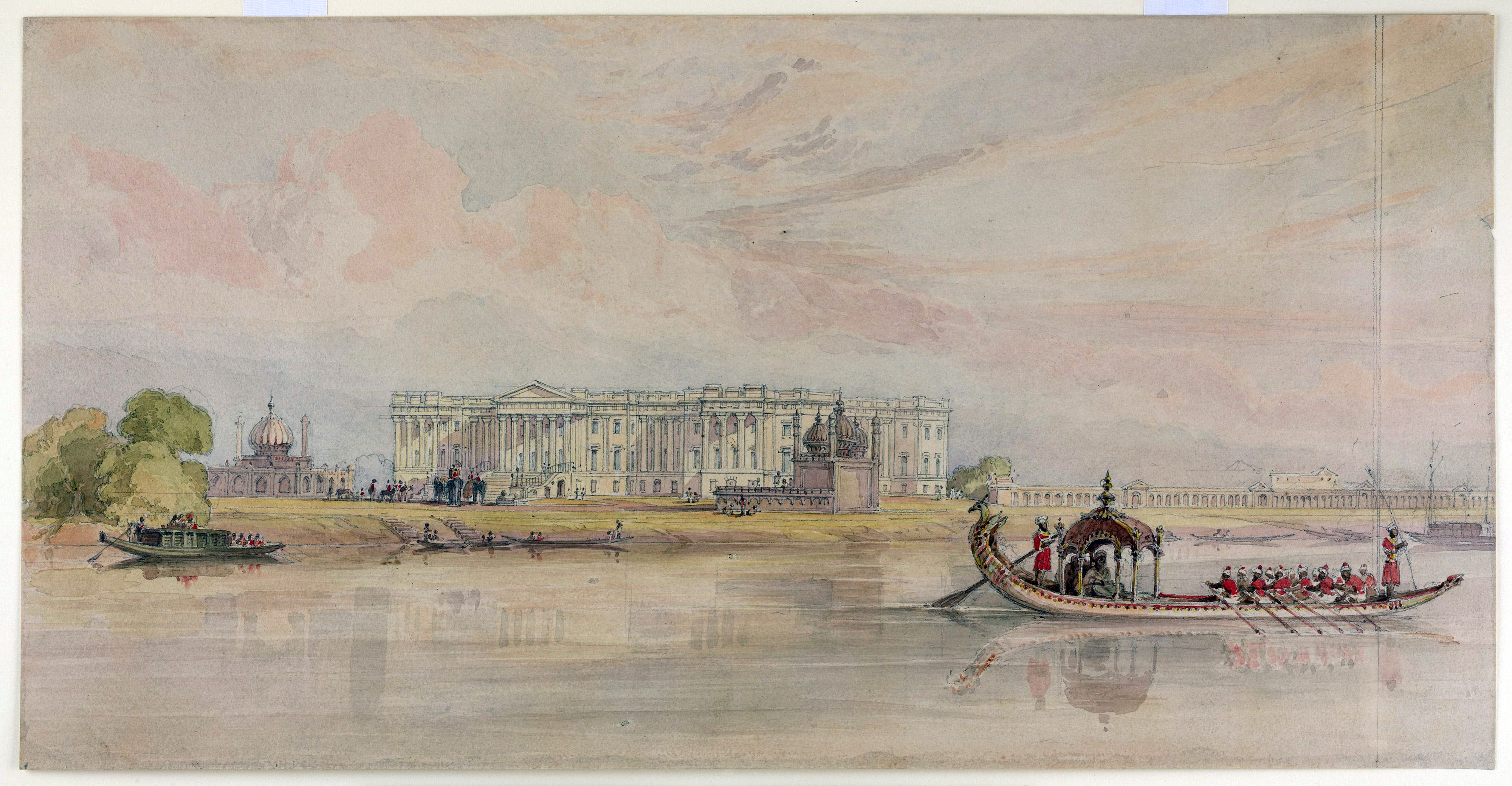
Murshidabad în 1840  .
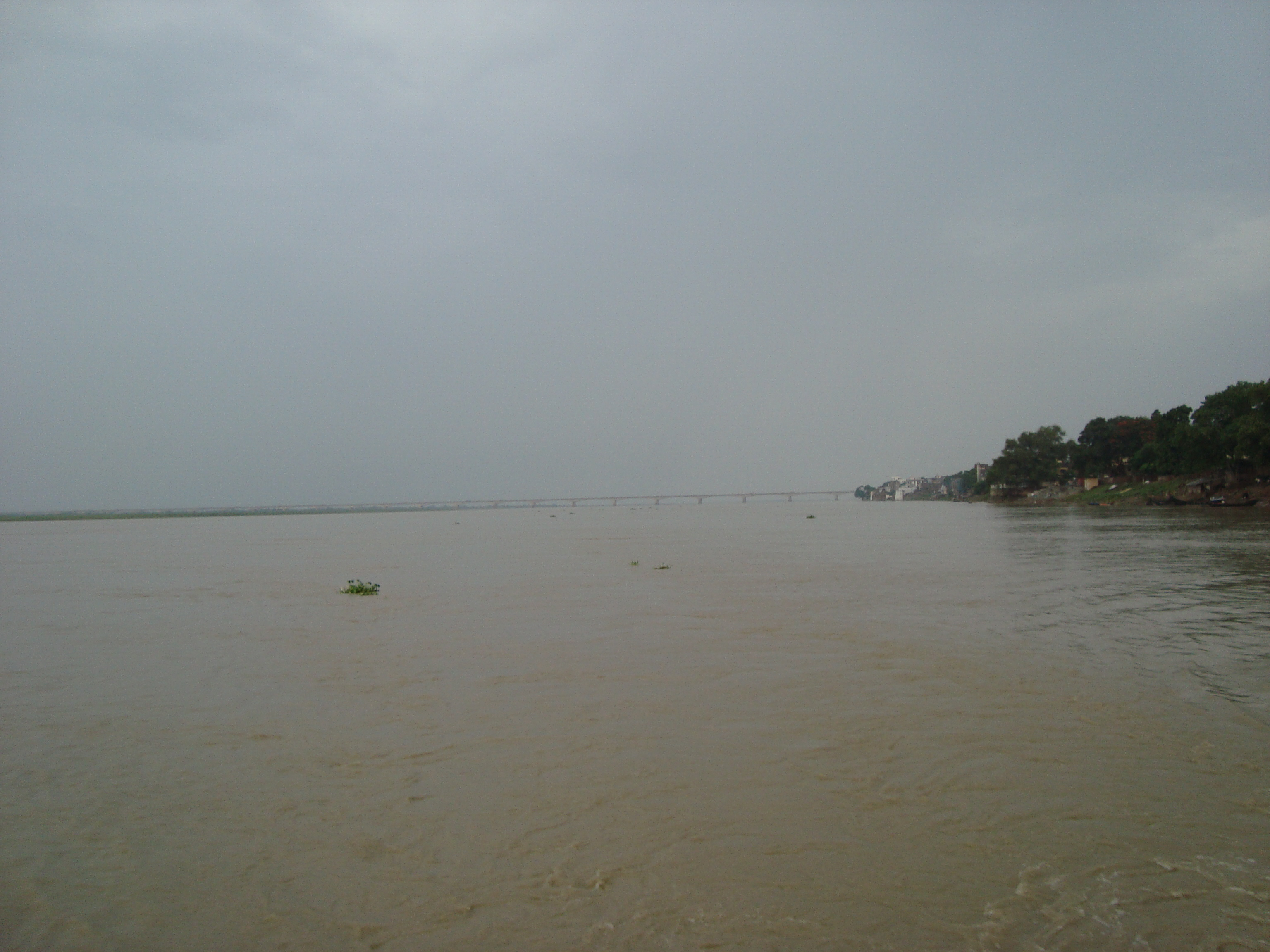
Vedere a Gangelui lângă Patna
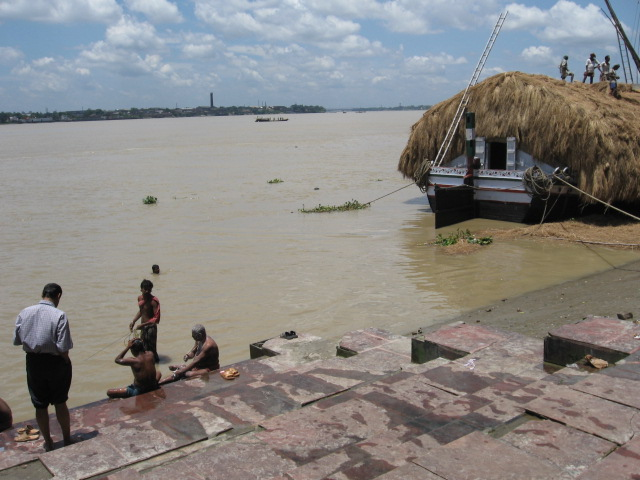
Râul Hooghly la Bagbazaar Ghat, Calcutta.
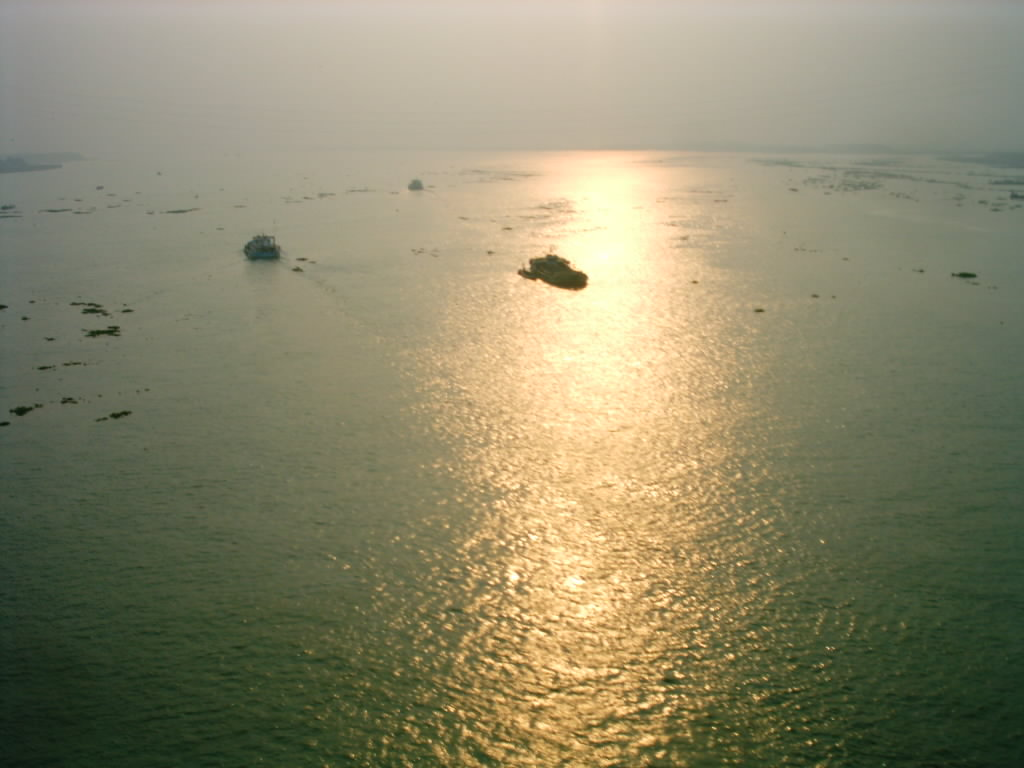
Gange în Bangladesh.
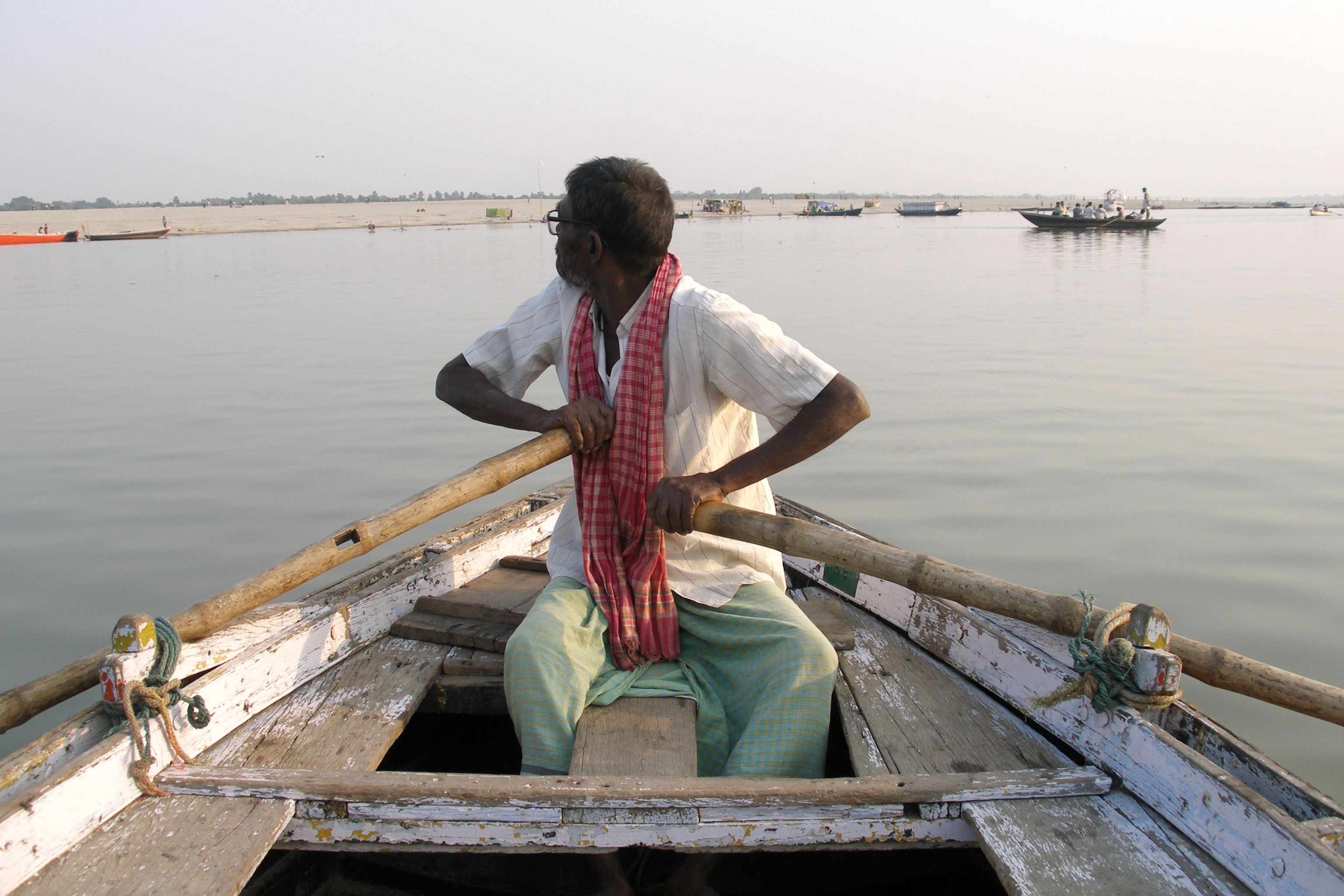
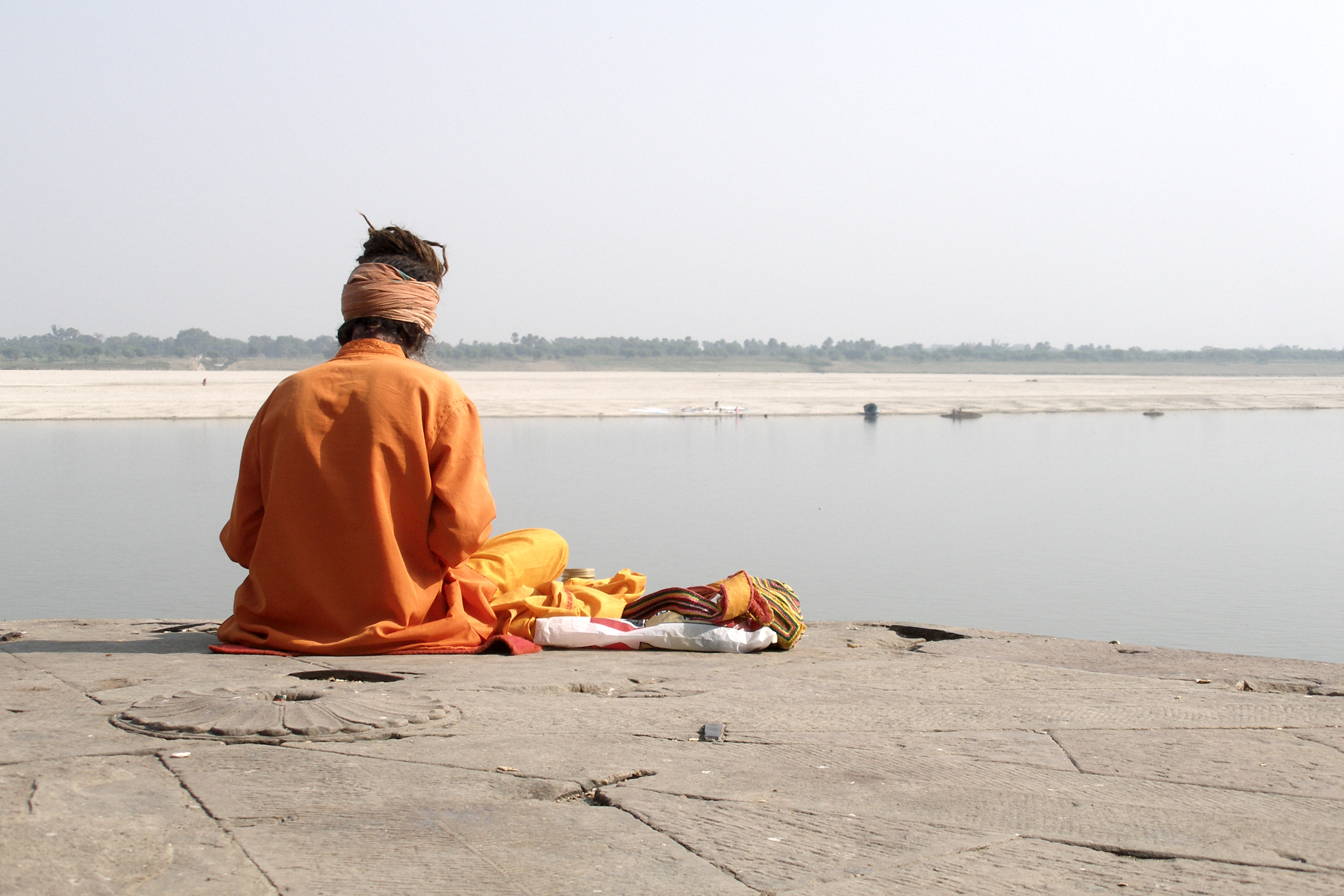
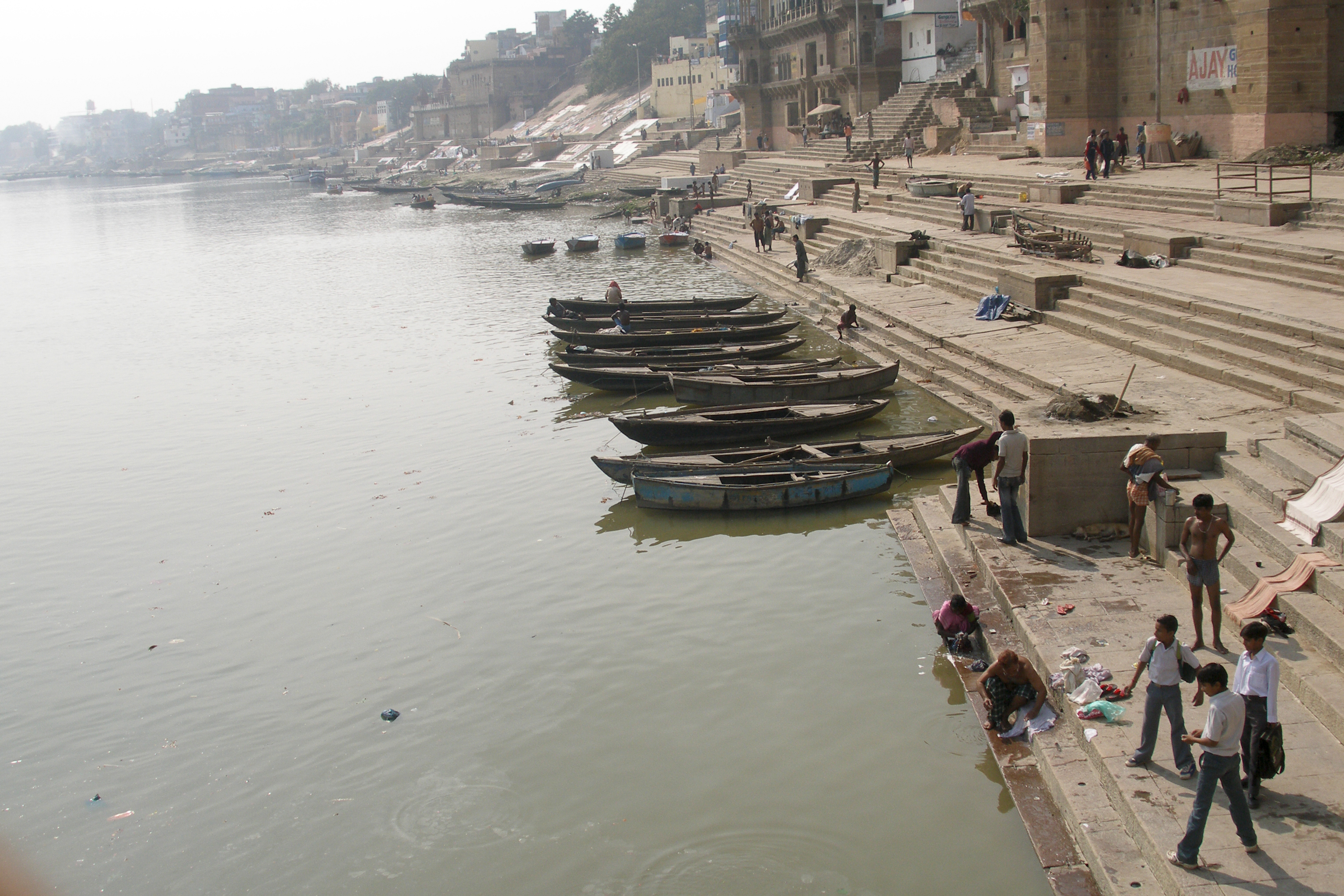